# Неруда, Алоис
Алоис Неруда (чеш. Alois Neruda; 20 июня 1837, Костелец-над-Лабем, ныне район Мельник, Чехия — 25 января 1899, Прага) — чешский виолончелист.
Учился в Пражской консерватории у Юлиуса Гольтермана. В течение трёх лет работал в оркестре в Темешваре, затем вернулся в Прагу. На протяжении 26 лет солист Временного и Национального театра. Был близок к Бедржиху Сметане, входил в состав первых исполнителей его квартета «Из моей жизни» 29 марта 1879 года и Второго квартета 3 января 1884 года. 29 июня того же года исполнил премьеру Полонеза для виолончели и фортепиано Антонина Дворжака, с которым часто выступал в ансамбле. 16 декабря 1880 г. участвовал в премьере Фортепианного квартета до мажор Дворжака.